# Llum
Llum (traduction française du mot « lumière » en catalan) est une société de fourniture d'électricité française ayant pour objectif de proposer une électricité renouvelable et locale. L'entreprise est créée par son actuel directeur, David Gener. Son siège est à Céret.
Les trois sources principales vendues par cette société sont l'énergie solaire, hydraulique et provenant d'usines de méthanisation. Son objectif est de fournir en priorité les entités locales et territoriales de son département, les Pyrénées-Orientales, et de les accompagner pour leurs indépendances énergétiques. 

## Histoire
En 2025 et ce jusqu'en 2026, la société Llum devient le sponsor maillot de l'équipe de rugby à XIII des Dragons Catalans.